# Santa Fé (Paraná)
Pour les articles homonymes, voir Santa Fe.
Santa Fé est une municipalité brésilienne située dans l'État du Paraná.